# 1319 w literaturze
Wydarzenia literackie w 1319 roku.

## Urodzili się
- Hajdar al-Amuli, muzułmański teolog i filozof (zm. 1385)
- Hafez, perski poeta (zm. 1389)

## Zmarli
- Guan Daogao, chińska poetka i kaligraf (ur. 1262)
- Guan Daosheng, chińska poetka i kaligraf (ur. 1262)
- Remigio dei Girolami, włoski teolog (ur. 1235)